# 胜利北街道
胜利北街道，是中华人民共和国河北省石家庄市长安区下辖的一个乡镇级行政单位。

## 行政区划
胜利北街道下辖以下地区：
顺柳巷社区、义堂小区社区、石纺路第一社区、石纺路第二社区、义堂社区、吴家庄社区、北二环西社区、北二环东社区、东柳路社区和四水厂路社区。